# Distrito de Rangitikei

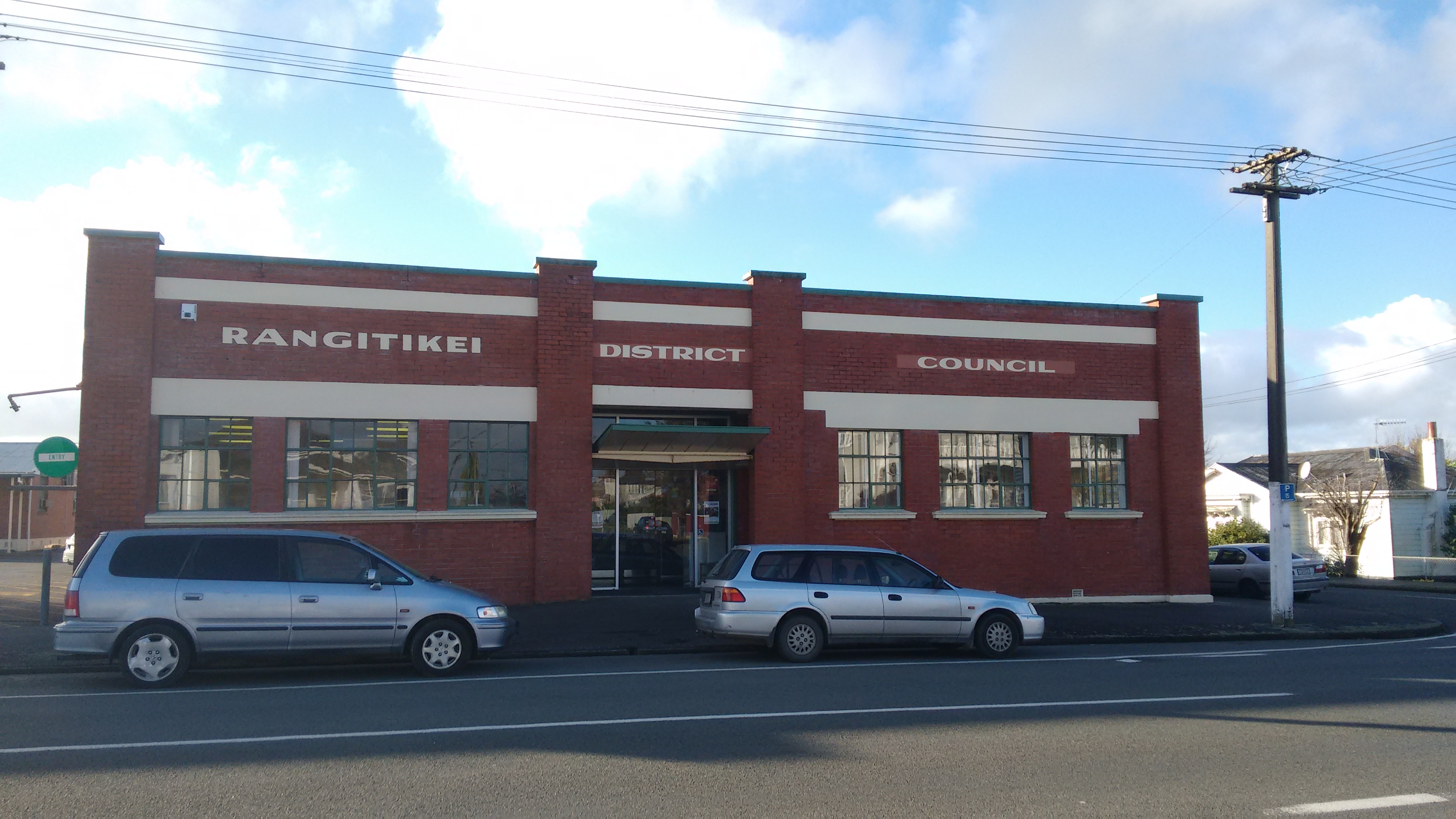
Rangitikei District Council (Marton).

O Distrito de Rangitikei é uma autoridade territorial localizado principalmente na região Manawatu-Wanganui na Ilha Norte da Nova Zelândia, embora uma pequena parte, a cidade de Ngamatea (13,63% pela área de terra), encontra-se na região da Baía de Hawke. Ele está localizado no sudoeste da ilha, e segue a área da bacia hidrográfica do rio Rangitikei.